# Geranomyia lachrymalis
Geranomyia lachrymalis är en tvåvingeart som beskrevs av Alexander 1916. Geranomyia lachrymalis ingår i släktet Geranomyia och familjen småharkrankar. Inga underarter finns listade i Catalogue of Life.